# Semen Shestilovsky
Semen Shestilovsky (tiếng Belarus: Сямён Шасцілоўскі; tiếng Nga: СЕмён Шестиловский; sinh 30 tháng 5 năm 1994) là một cầu thủ bóng đá Belarus. Tính đến năm 2018, anh thi đấu cho Gorodeya.